# 阿兰泰 (军机大臣)
阿兰泰（穆麟德轉寫：arantai；？—1760年），蒙古正白旗人，博尔济吉特氏，清朝武将。内大臣克什图之子。
《枢垣纪略》作马兰泰，康熙五十五年（1716年），阿兰泰世袭云骑尉。康熙五十九年（1720年），授蓝翎侍卫，迁二等侍卫。雍正九年（1731年），袭封骑都尉。雍正十二年（1734年）五月，授头等侍卫，八月授满洲正黄旗副都统。乾隆四年（1739年），赴塔密尔军营办事。乾隆六年（1741年），任满洲镶白旗副都统。乾隆十年（1745年），为蒙古镶蓝旗都统。乾隆十二年（1747年）为宁古塔将军。乾隆十三年（1748年），任盛京将军，乾隆十九年（1754年）阿兰泰被乾隆帝召觐，暂在军机处行走，五天后，乾隆帝命他赴军营带兵而出。赴北路军营，授参赞大臣。乾隆二十年（1755年），随军征准噶尔达瓦齐，晋封男爵。留乌里雅苏台办事。八月，辉特部阿睦尔撒纳反清，他迁其户畜到塔密尔。九月，授参赞大臣，随定边左副将军达勒党阿追征阿睦尔撒纳。后来留乌里雅苏台办事。乾隆二十一年（1756年），擒拿叛逃的杜尔伯特部首领讷默库。然后随定边左副将军成衮扎布追拿和托辉特部首领青衮咱卜。乾隆二十三年（1758年），授汉军镶黄旗副都统。乾隆二十四年（1759年）为归化城都统。